# Шевердин, Михаил Иванович
Михаи́л Ива́нович Шеверди́н (22 июня (4 июля) 1899 — ноябрь 1984) — русский и узбекский советский писатель, народный писатель Узбекской ССР (1969).
М. И. Шевердин — автор сказок, рассказов, очерков и критических статей о творчестве С. Айни, Г. Гуляма и других узбекских и таджикских писателей и литераторов.

## Биография
Михаил Иванович Шевердин родился 22 июня (4 июля) 1899 года в Новогеоргиевской крепости, располагавшейся в деревне Модлин в Польше в семье военного врача, который с 1899 года переехал на жительство в Туркестан.
М. И. Шевердин учился в 1908—1917 годах в мужской гимназии в Самарканде, которую окончил в 1917 году. Затем учился в Петрограде в Институте инженеров путей сообщения. Вернувшись домой, М. Шевердин участвовал в революционных событиях и установлении Советской власти в Самаркандской области, работал в местных комиссариатах, возглавлял экспедиции по Узбекистану, Туркмении, Таджикистану, вел политработу в частях Красной Армии, являлся уполномоченным Совета Труда и Обороны, председателем Госплана Восточной Бухары. В 1927 году окончил Туркестанский восточный институт в Ташкенте.
Печататься М. И. Шевердин начал в студенческие годы. Он занимался журналистикой, в 1920—1930 годы работал в газете «Правда Востока», работал редактором в журналах «Новый Восток», «Семь дней», «Бюллетень прессы Среднего Востока». В течение многих лет был собственным корреспондентом газеты «Правда» по Средней Азии. В 40-х годах работал в ЦК КП Узбекистана, в 1946—1950 годах редактировал журнал «Звезда Востока» и «Фотогазета». В 1950—1954 годах был заместителем председателя правления СП Узбекской ССР. М. И. Шевердин был депутатом Верховного Совета Каракалпакской АССР.
Умер М. И. Шевердин в ноябре 1984 года и похоронен на Чигатайском мемориальном кладбище Ташкента.

## Награды
- орден Октябрьской Революции (13.07.1979)[6]
- орден Трудового Красного Знамени (18.03.1959)
- орден Дружбы народов (16.11.1984)
- 2 ордена «Знак Почёта»
- медали